# 아나 오브레곤
아나 오브레곤(Ana Obregón, 1955년 3월 18일 ~ )은 스페인의 배우, 사회자이다.

## 출연 작품
- 시간의 전설 (2006)
- 네이키드 아이 (1998)
- 갬블 (1991)
- 사하라의 비밀 (1987)
- 살인 기계 (1984)
- 볼레로 (1984)
- 황금 열쇠를 찾아서 (1983)
- A 특공대 - TV시리즈 (1983)
- 몬스터 아일랜드 (1981)
- 미녀 대소동 (1981)